# Slag bij Zela (47 v.Chr.)
De Slag bij Zela was een veldslag tussen de Romeinse strijdheer Julius Caesar en Pharnaces II van Pontus op 21 mei 47 v.Chr.
Nadat Caesar de Alexandrijnse Oorlog (bellum Alexandrinum) had gewonnen, zette hij zijn geliefde Cleopatra op de Egyptische troon. Daarna trok hij via het oosten naar Rome. Met het 6e legioen Ferrata, dat na de Alexandrijnse Oorlog nog geen 1000 man telde, het 22e legioen Deiotariana en twee andere legioenen arriveerde hij in Pontus. Pharnaces probeerde te onderhandelen maar Caesar was vastbesloten hem te verslaan. Bij de versterkte stad Zela kwam het tot een confrontatie. Terwijl Caesar nog bezig was versterkingen aan te leggen viel Pharnaces met zijn strijdwagens met zeisen aan. Ze werden teruggedrongen door de Romeinse afstandswapens. Bij de daaropvolgende confrontatie wist het 6e legioen vrij eenvoudig de rechterflank van Pharnaces' leger op te rollen, maar het centrum en de linkerzijde waren lange tijd in evenwicht. Uiteindelijk wisten de Romeinen de tegenstanders te verslaan en vrijwel volledig te vernietigen. Pharnaces kon ternauwernood ontsnappen. Pontus werd toegevoegd aan de Romeinse provincie Cappadocia.
De gehele slag duurde vijf dagen, en toen Caesar later terug in Rome was, sprak hij in de Romeinse senaat de beroemde woorden: "Veni, vidi, vici" (Ik kwam, ik zag en ik overwon).
Oorlogen van de Romeinse Republiek
· Romeins-Etruskische Oorlogen
· Romeins-Aequische Oorlogen
· Latijnse Oorlog
· Romeins-Hernicische Oorlogen
· Romeins-Volscische Oorlogen
· Samnitische oorlogen (Eerste, Tweede, Derde)
· Pyrrhische Oorlog
· Punische oorlogen (Eerste, Tweede, Derde)
· Illyrische Oorlogen (Eerste, Tweede, Derde)
· Macedonische Oorlogen (Eerste, Tweede, Derde, Vierde)
· Romeins-Seleucidische Oorlog
· Aetolische Oorlog
· Galatische Oorlog
· Romeinse Verovering van Hispania (Eerste Celtiberische Oorlog, Lusitanische Oorlog, Numantische Oorlog, Sertorische Oorlog, Cantabrische Oorlogen)
· Achaeïsche Oorlog
· Oorlog tegen Jugurtha
· Cimbrische Oorlog
· Servilische Oorlogen (Eerste, Tweede, Derde)
· Bondgenotenoorlog
· Sulla's Burgeroorlogen (Eerste, Tweede)
· Mithridatische oorlogen (Eerste, Tweede, Derde)
· Gallische Oorlog
· Romeinse expedities naar Britannia
· Burgeroorlog tussen Pompeius en Caesar
· Einde van de Republiek (Slag bij Mutina, Burgeroorlog tegen Brutus en Cassius, Siciliaanse Opstand, Perusiaanse Oorlog, Burgeroorlog tussen Antonius en Octavianus)
Oorlogen van het Romeinse Keizerrijk
· Germaanse Oorlogen (Teutoburgerwoud, Marcomannenoorlog, Alemannische Oorlogen, Gotische Oorlog, Visigotische Oorlogen)
· Romeinse verovering van Britannia
· Boudicca
· Armenische Oorlog
· Vierkeizerjaar
· Joodse Oorlog
· Romeins-Parthische Oorlog
· Romeins-Perzische oorlogen
· Burgeroorlogen van de derde eeuw
. Gotische oorlog (376-382)
. Gotische opstand van Alarik I
. Gildonische opstand
. Gotische oorlog (402-403)
. Pictische oorlog van Stilicho
. Oorlog van Heraclianus
. Oorlog van Radegaisus
. Rijnoversteek
. Romeinse Burgeroorlog 427-429
· Val van het West-Romeinse Rijk